# Relaciones Estados Unidos-Islandia
Las relaciones Estados Unidos-Islandia son las relaciones diplomáticas entre Estados Unidos e Islandia. Tanto Islandia como Estados Unidos son aliados en la OTAN.
De acuerdo con el Informe de liderazgo global de EE. UU. de 2012, el 17% de islandeses aprueba el liderazgo de EE. UU., con un 25% de desaprobación y un 58% de incertidumbre.

## Visión general
Los Estados Unidos han mantenido un interés en Islandia desde mediados del siglo XIX. En 1868, el Departamento de Estado de EE. UU. bajo William H. Seward escribió un informe que contemplaba la compra de Islandia a Dinamarca.
El ejército de los Estados Unidos estableció una presencia en Islandia y alrededor de sus aguas después de la ocupación nazi de Dinamarca (incluso antes de que Estados Unidos entrara en la Segunda Guerra Mundial) para denegar el acceso a Alemania nazi a su ubicación de importancia estratégica (que habría sido considerada una amenaza para el hemisferio occidental).
Estados Unidos fue el primer país en reconocer la independencia de Islandia de Dinamarca en junio de 1944, la unión con Dinamarca bajo un rey común y la ocupación alemana y británica durante la Segunda Guerra Mundial. Islandia es miembro de la Organización del Tratado del Atlántico Norte, pero no tiene una fuerza militar propia. Estados Unidos e Islandia firmaron un acuerdo de defensa bilateral en 1951, que estipulaba que los Estados Unidos harían los arreglos para la defensa de Islandia en nombre de la OTAN y establecieron los derechos de base para las fuerzas de los Estados Unidos en Islandia; el acuerdo sigue vigente, aunque las fuerzas militares de los Estados Unidos ya no están estacionadas permanentemente en Islandia.
En 2006, Estados Unidos anunció que continuaría proporcionando la defensa de Islandia pero sin basar permanentemente las fuerzas en el país. Ese año, Estación Aérea Naval Keflavik se cerró y los dos países firmaron un acuerdo técnico sobre temas de cierre de la base (por ejemplo, retorno de instalaciones, limpieza ambiental, valor residual) y un "entendimiento conjunto" sobre la futura cooperación bilateral de seguridad (centrada en defensa de Islandia y la región Atlántico Norte contra amenazas emergentes como terrorismo y la trata de personas). Los Estados Unidos también trabajaron con funcionarios locales para mitigar el impacto de la pérdida de empleos en la Estación Aérea, en particular alentando la inversión estadounidense en la industria y el desarrollo del turismo en el área de Keflavik. Las actividades de cooperación en el contexto de los nuevos acuerdos han incluido la búsqueda conjunta y el rescate, la vigilancia de desastres y la capacitación sobre interdicción marítima con la Marina de los Estados Unidos y Guardia Costera de los Estados Unidos unidades; y despliegues estadounidenses para apoyar la misión de vigilancia aérea de la OTAN en Islandia.
La relación entre Estados Unidos y Islandia se basa en la cooperación y el apoyo mutuo. Los dos países comparten un compromiso con la libertad individual, los derechos humanos y la democracia. La política de EE. UU. Tiene como objetivo mantener relaciones estrechas y de cooperación con Islandia, como aliado de la OTAN interesado en los objetivos compartidos de mejorar la paz mundial; respeto a los derechos humanos; desarrollo económico; control de armas; y la cooperación policial, incluida la lucha contra el terrorismo, los estupefacientes y trata de personas. Los Estados Unidos e Islandia trabajan juntos en una amplia gama de temas, desde mejorar la paz y la estabilidad en Afganistán (Islandia es parte de la coalición ISAF), hasta aprovechar nuevas fuentes de energía verde para asegurar la cooperación pacífica en el Ártico.

## Relaciones económicas
Ambos países son parte de las Naciones Unidas. No solo eso, sino que Estados Unidos busca fortalecer las relaciones económicas y comerciales bilaterales. La mayoría de las exportaciones de Islandia van a los países de la Unión Europea y la Asociación Europea de Libre Comercio, seguidos por los Estados Unidos y Japón. Los Estados Unidos son uno de los mayores inversionistas extranjeros en Islandia, principalmente en el sector del aluminio. Los Estados Unidos e Islandia firmaron un Acuerdo Marco de Comercio e Inversión en 2008.

## Membresía de Islandia en organizaciones internacionales
Islandia, como EE. UU., nunca se unió a la Sociedad de las Naciones. Los vínculos de Islandia con otros escandinavia, Estados Unidos y otros Estados miembros de la OTAN son particularmente estrechos . Islandia y Estados Unidos pertenecen a varias de las mismas organizaciones internacionales, incluidas Naciones Unidas, Organización para la Seguridad y la Cooperación en Europa, Consejo Ártico, Organización para Cooperación y desarrollo económico, Fondo Monetario Internacional, Banco Mundial y Organización Mundial del Comercio.

## Visitas diplomáticas
Solo dos presidentes de Estados Unidos visitaron Islandia mientras estaban en el cargo: Richard Nixon del 31 de mayo al 1 de junio de 1973 y Ronald Reagan del 9 al 12 de octubre de 1986. El presidente Richard Nixon fue el primer presidente de los Estados Unidos en visitar Islandia cuando visitó el 31 de mayo - 1 de junio de 1973.
Reagan asistió a la Cumbre de Reikiavik del 9 al 12 de octubre de 1986 con el líder soviético Mijaíl Gorbachov. Fue un momento muy dramático en la Guerra Fría, ya que los dos líderes casi llegaron a un acuerdo para abolir todas las armas nucleares. Solo fallaron, pero el hielo se rompió y pronto hubo nuevas iniciativas importantes que llevaron al final de la Guerra Fría.
Muchos otros dignatarios de los Estados Unidos han visitado Islandia. La primera dama Hillary Clinton habló en una conferencia sobre Mujeres y Democracia en Reykjavik en octubre de 1999. Regresó a Islandia como senadora de los Estados Unidos en agosto de 2004 en un viaje de investigación que también incluyó a su esposo, el expresidente Bill Clinton, y el senador John McCain. El Secretario de Estado Colin Powell asistió a una cumbre OTAN en Islandia en mayo de 2002, y su sucesora, Condoleezza Rice, visitó el país en mayo de 2008.
Estados Unidos tiene una embajada en Reykjavik, Islandia.
Diplomáticos islandeses también han visitado los Estados Unidos en varias ocasiones. El presidente islandés Ólafur Ragnar Grímsson asistió a una cumbre tecnológica organizada por la gobernadora de Alaska Sarah Palin en octubre de 2007. También se reunió con el gobernador de Maine Paul LePage en una cumbre de comercio internacional en Portland, Maine. en mayo de 2013.
El 13 de mayo de 2016, el presidente Barack Obama organizó una cumbre y cena de estado para líderes nórdicos de Islandia, Noruega, Suecia, Dinamarca y Finlandia. Entre los asistentes de la delegación islandesa se encontraban el primer ministro Sigurður Ingi Jóhannsson y el embajador de Islandia en EE. UU., el ex primer ministro Geir Haarde.

## Misiones diplomáticas residentes
- Estados Unidos tiene una embajada en Reikiavik.[5]
- Islandia tiene una embajada en Washington D. C. y un consulado-general en Nueva York.[6]

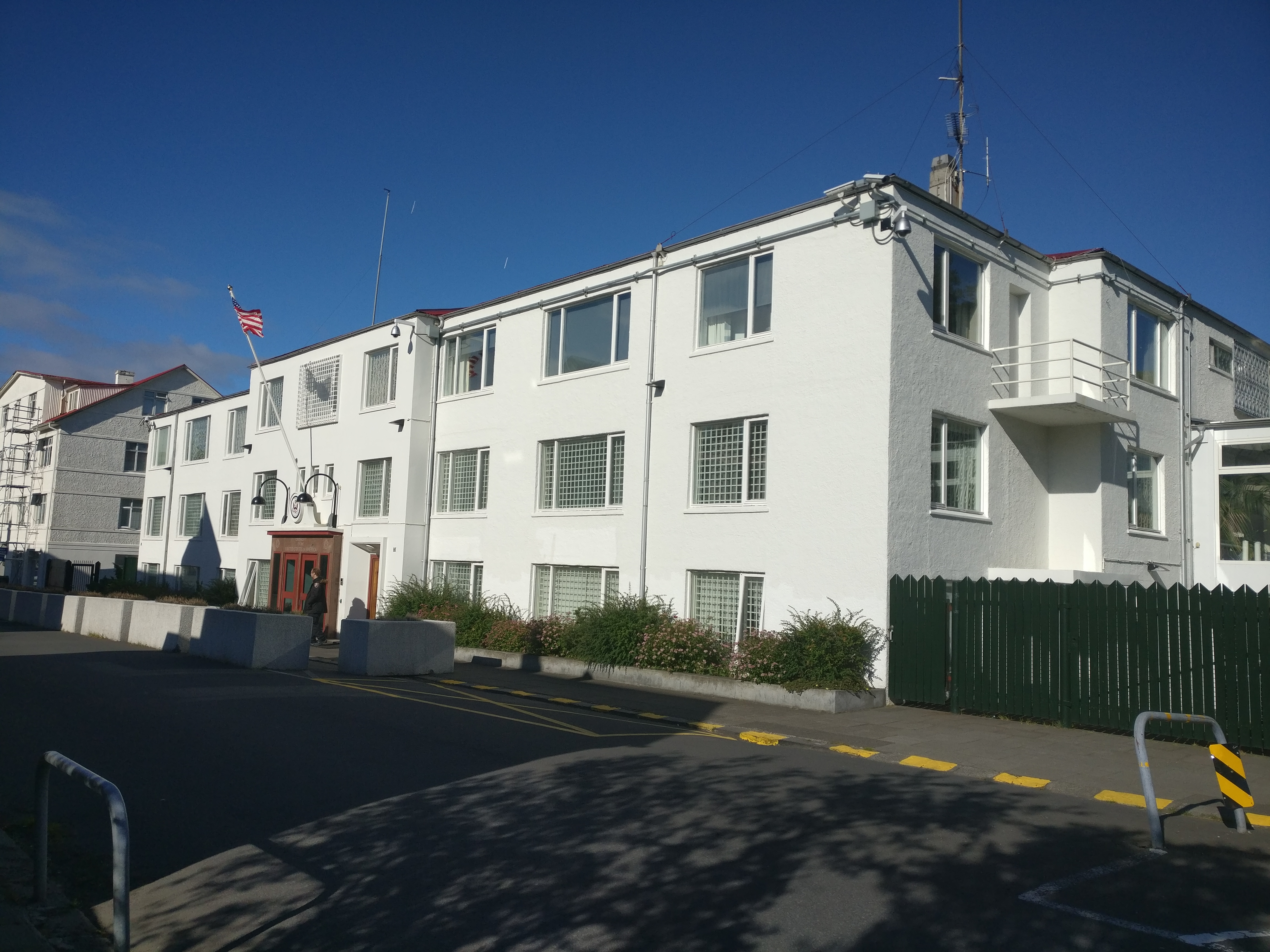
Antiguo edifico de la Embajada de los Estados Unidos en Reikiavik
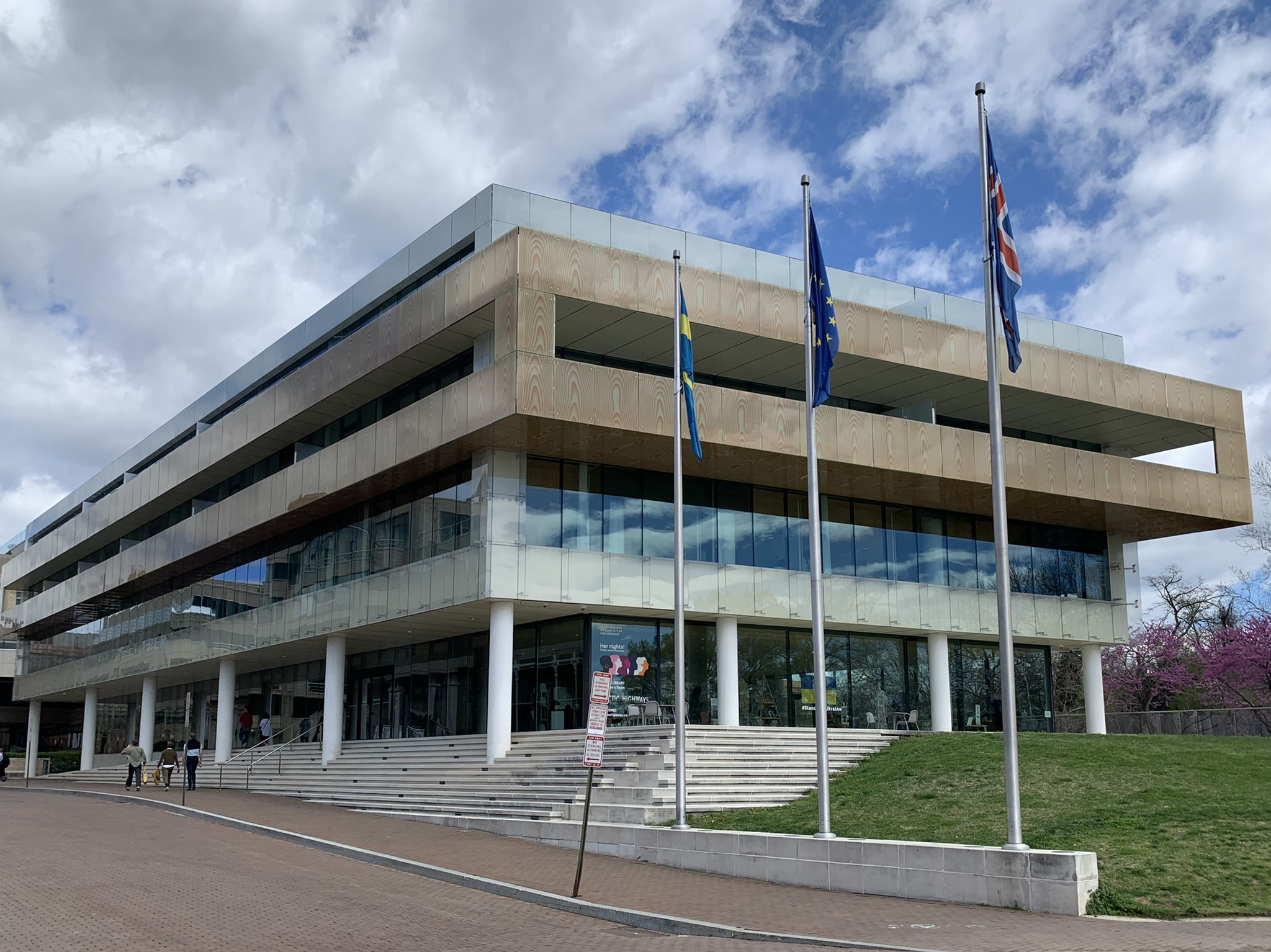
Embajada de Islandia en Washington, D.C.